# Lijst van telefoons van Samsung
Dit is een lijst van mobiele telefoons van Samsung.

## A
- A127
- A137
- A167
- A177
- A200
- A227
- A237
- A303
- A400
- A437
- A460
- A503 (The Drift)
- A517
- A640
- A657
- A667 (Evergreen)
- A707
- A717
- A727
- A737
- A747
- A767 (Propel)
- A800
- A817 (Solstice II)
- A827
- A837
- A850
- A867
- A877 (Impression)
- A887
- A897
- A900
- A920
- A930
- A940
- A990

## B
- B2100
- B2700
- B3210 (Genio QWERTY)
- B3410 (Delphi, Corby Plus)
- B5510 (Galaxy Y pro / Galaxy TXT)
- B5512 (Galaxy Y Pro Duos/ Galaxy TXT Duos)
- B5310 (Genio Slide, Corby Pro)
- B5330 (Galaxy Ch@t)
- B5702C
- B5712C
- B5722
- B7300 (Omnia Lite)
- B7320 (Omnia Pro)
- B7330 (Omnia Pro)
- B7510 (Galaxy Pro)
- B7610 (Omnia Pro)
- B7702
- B7722
- B7732

## C
- C100
- C110
- C120
- C128
- C130
- C140
- C140i
- C170
- C180
- C200
- C200c
- C207
- C208
- C210
- C216
- C225
- C230
- C240
- C250
- C260
- C300
- C308
- C3303i
- C3312
- C400
- C417
- C506
- C510
- C516
- C520
- C3050
- C3300
- C6112C

## D
- D100
- D108
- D300
- D307
- D347
- D357
- D407
- D410
- D415
- D418
- D428
- D450
- D500
- D520
- D528
- D550
- D600
- D700 (Epic 4G)
- D710 (Galaxy S II Epic 4G Touch)
- D720
- D730
- D788
- D800
- D806
- D807
- D830
- D836
- D840
- D880
- D900
- D910
- D980 (DuoS)
- D980
- D990

## E
- E105
- E108
- E210
- E250
- E250i
- E251
- E300
- E305
- E308
- E310
- E310c
- E315
- E318
- E320
- E330
- E330n
- E338
- E350
- E351
- E356
- E370
- E390
- E400
- E590
- E700
- E710
- E715
- E720
- E730
- E740
- E770
- E800
- E800n
- E840
- E900
- E950
- E1107
- E1120
- E1170(T)

## F
- F210
- F250
- F400
- F480 (Tocco)
- F490
- F700

## G
- G600
- G7392 (Trender)
- G800
- G810
- G850F (Galaxy Alpha)
- G900F (Galaxy S5)
- G920F (Galaxy S6)
- G925F (Galaxy S6 Edge)
- G928F (Galaxy S6 Edge+)
- G930F (Galaxy S7)
- G935F (Galaxy S7 Edge)

## I
- i110 (Illusion)
- i200 (Windows Mobile)
- i300 (Palm OS)
- i300 (Windows Mobile)
- i325
- i330
- i405 (Stratosphere)
- i415  (Galaxy Stratosphere II)
- i450
- i500 (Fascinate)
- i500 (Mesmerize)
- i550
- i550w
- i600
- i607 (BlackJack)
- i617 (BlackJack II)
- i627 (Propel Pro)
- i637 (Jack)
- i667 (Focus 2)
- i677 (Focus Flash)
- i700
- I727R (Galaxy S II LTE™)
- i727 (Skyrocket)
- i730
- i757M (Galaxy S II HD LTE™)
- i760
- i770
- i777 (Galaxy S II Attain)
- i780
- i827 (Galaxy Appeal)
- i857 (DoubleTime)
- i859
- i897 (Captivate)
- i900 (Omnia)
- i930 (Ativ Oddysey)
- i907 (Epix)
- i927 (Captivate Glide)
- i937 (Focus S)
- i997 (Infuse 4G)
- i5500 (Galaxy 5)
- i5510
- i5700 (Galaxy Spica)
- i5800 (Galaxy 3)
- i6220 (Star TV)
- i7110
- i7500 (Galaxy)
- i8150 (Galaxy W)
- i8190 (Galaxy S III mini)
- i8200 (Galaxy S III mini VE)
- i8350 (Omnia W)
- i8510 (INNOV8)
- i8520 (Galaxy Beam)
- i8000 (Omnia II)
- i8910 (Omnia HD)
- i9000 (Galaxy S)
- i9001 (Galaxy S Plus)
- i9003 (Galaxy SL)
- i9020 (Nexus S)
- i9070 (Galaxy S Advance)
- i9080 (Galaxy Grand)
- i9082 (Galaxy Grand)
- i9100 (Galaxy S II)
- i9103 (Galaxy Z)
- i9105 (Galaxy S II Plus)
- i9210 (Galaxy S II 4G)
- i9250 (Galaxy Nexus)
- i9260 (Galaxy Premier)
- i9300 (Galaxy S III)
- i9500 (Galaxy S4)

## J
- J100 (galaxy J1)
- J600
- J700
- J800

## L
- L170
- L288
- L310
- L320
- L600
- L700
- L760
- L770
- L778
- L810
- L870

## M
- M100
- M110
- M240
- M300
- M310
- M510
- M520
- M540 (Rant)
- M550 (Exclaim)
- M600
- M620 (Upstage)
- M800 (Instinct)
- M810 (Instinct S30)
- M820 (Galaxy Prevail)
- M900 (Moment)
- M910 (Intercept)
- M920 (Transform)
- M930 (Transform Ultra)
- M3200 (Beat Edition)
- M7500 (Emporio Armani)
- M8800 (Pixon)
- M8910 (Pixon12)

## N
- N200
- N270
- N300
- N400
- N620
- N700
- N7000 (Galaxy Note)
- N707
- N710
- N7100 (Galaxy Note II)
- N7105 (Galaxy Note II 4G)
- N7505 (Galaxy Note 3 Neo)
- N9005 (Galaxy Note 3)
- N910 (Galaxy Note 4)
- N930F (Galaxy Note 7)

## P
- P300
- P310
- P510
- P520

## Q
- Q100
- Q200
- Q208
- Q300
- Q400
- Q605

## R
- R225
- R680 (Repp)
- R730 (Transfix)
- R810 (Finesse)
- R830 (Axiom)
- R860 (Caliber)

## S
- S300
- S3100
- S3350 (Ch@t)
- S3500
- S3600
- S3650 (Genio Touch)
- S400
- S500
- S730M (Galaxy Discover)
- S5200
- S5220 (Star 3)
- S5230 (Tocco Lite)
- S5292 (Star Deluxe Duos)
- S5330 (Wave 533)
- S5560 (Marvel)
- S5560i
- S5570 (Galaxy Mini)
- S5600 (Preston)
- S5600v (Blade)
- S5620 (Monte)
- S5630C
- S5660 (Galaxy Gio)
- S5690 (Galaxy Xcover)
- S5830 (Galaxy Ace)
- S6102 (Galaxy Y Duos)
- S6310 (Galaxy Young)
- S6700
- S6802 (Galaxy Ace Duos)
- S6810 (Galaxy Fame)
- S6888
- S7330
- S7350 (Classico)
- S7530 (Omnia M)
- S7550 (Blue Earth)
- S8000 (Jet)
- S8300 (Tocco Ultra)
- S8500 (Wave)
- S8530 (Wave II)
- S9110

## T
- T100
- T109
- T119
- T139
- T219/T219s
- T229
- T239
- T297
- T309
- T309
- T319
- T329
- T339
- T349 (Vanilla)
- T409
- T429
- T439
- T459 (Gravity)
- T469 (Gravity 2)
- T509
- T519
- T539
- T559 (Comeback)
- T599 (Exhibit 4G)
- T619
- T629
- T639
- T669 (Gravity T)
- T729 (Blast)
- T739 (Katalyst)
- T749 (Highlight)
- T759 (Exhibit 4G)
- T769 (Galaxy S Blaze 4G)
- T769 (Exhibit 2 4G)
- T809
- T819
- T859 (Gravity Smart)
- T919 (Behold)
- T929 (Memoir)
- T939 (Behold II)
- T959 (Galaxy S 4G)
- T989 (Galaxy S II Hercules)

## U
- U100
- U108
- U300
- U380 (Brightside)
- U450 (Intensity)
- U460 (Intensity II)
- U470 (Juke)
- U485 (Intensity III)
- U500
- U520
- U540
- U550 (aka U700)
- U600
- U650 (Sway)
- U700
- U740 (Alias)
- U750 (Alias 2)
- U800 (Soul B)
- U900 (Soul)
- U940 (Glyde)
- U960 (Rogue)

## V
- V200
- V205
- V206
- V208
- V820L
- W159
- W299
- W531
- W599
- W609
- W699
- W709
- W880 (AMOLED 12)
- W890 (LIVE)
- W899

## X
- X100
- X150
- X160
- X200
- X210
- X300
- X400
- X427m
- X450
- X460
- X480
- X481
- X495
- X510
- X520
- X600
- X640
- X660
- X680
- X700
- X820
- X830
- X840
- X900

## Z
- Z130
- Z240
- Z320
- Z400
- Z650i
- ZV10

## Numeriek
- 600
- 2100

## Andere
- Samsung Omnia
- Samsung Vodafone 360 Limo
- Minikit